# 25354 Здасюк
25354 Здасюк (25354 Zdasiuk) — астероїд головного поясу, відкритий 8 вересня 1999 року.
Тіссеранів параметр щодо Юпітера — 3,594.